# Grubbiaceae
Grubbiaceae – rodzina roślin z rzędu dereniowców. Takson monotypowy obejmujący jeden rodzaj – Grubbia P.J. Bergius (1767) z 3 gatunkami występującymi na południowych krańcach Afryki. Występują one w wilgotnych miejscach na piaskowcach.

## Morfologia
PokrójRozłożyste krzewy osiągające do 1,5 m wysokości, z silnym korzeniem palowym lub bulwą, ze sztywnymi pędami.
LiścieNaprzeciwległe, równowąskie lub równowąskolancetowate, z blaszką na brzegu podwiniętą. Rzadko i tylko na głównym pędzie zdarzają się liście o blaszce płasko rozpostartej i wówczas osiąga ona do 2 cm szerokości.
KwiatyDrobne (poniżej 1 mm średnicy), skupione po 2–20 w wierzchotkach. Kwiaty są promieniste, 4-krotne, z pojedynczym okółkiem okwiatu. Pręcików jest 8. Zalążnia jest dolna, złożona z dwóch owocolistków, początkowo dwukomorowa, z czasem staje się jednokomorowa z powodu rozerwania przegrody.
OwoceJednonasienny, z mięsistym egzokarpem i twardym endokarpem. Osie kwiatostanu także mięśnieją, tak że w efekcie powstają mięsiste owocostany o średnicy do 8 mm.

## Systematyka
Pozycja systematyczna według APweb (aktualizowany system APG IV z 2016)
Rodzina siostrzana dla Curtisiaceae w obrębie rzędu dereniowców (Cornales):
|  | Grubbiaceae  |
|  |              |
|  | Curtisiaceae |
|  |              |

|  | Loasaceae – ożwiowate         |
|  |                               |
|  | Hydrangeaceae – hortensjowate |
|  |                               |

|  | Grubbiaceae  |
|  |              |
|  | Curtisiaceae |
|  |              |

|  | Loasaceae – ożwiowate         |
|  |                               |
|  | Hydrangeaceae – hortensjowate |
|  |                               |

|  | Grubbiaceae  |
|  |              |
|  | Curtisiaceae |
|  |              |

|  | Loasaceae – ożwiowate         |
|  |                               |
|  | Hydrangeaceae – hortensjowate |
|  |                               |

|  | Grubbiaceae  |
|  |              |
|  | Curtisiaceae |
|  |              |

|  | Loasaceae – ożwiowate         |
|  |                               |
|  | Hydrangeaceae – hortensjowate |
|  |                               |

Podział rodziny
- rodzaj: Grubbia P.J. Bergius (1767)
  - Grubbia rosmarinifolia P.J.Bergius
  - Grubbia rourkei Carlquist
  - Grubbia tomentosa (Thunb.) Harms